# Stanleya confertiflora
Stanleya confertiflora là một loài thực vật có hoa trong họ Cải. Loài này được (B.L. Rob.) Howell miêu tả khoa học đầu tiên năm 1897.